# I'm Not Jesus
I'm Not Jesus è un singolo del gruppo musicale finlandese Apocalyptica, il primo estratto dal sesto album in studio Worlds Collide e pubblicato il 3 agosto 2007.
Il brano ha visto la partecipazione vocale di Corey Taylor, cantante dei gruppi Slipknot e Stone Sour.

## Tracce
Download digitale
1. I'm Not Jesus (feat. Corey Taylor) – 3:34 (Apocalyptica, Johnny Andrews, Geno Lenardo)

CD singolo
1. I'm Not Jesus (feat. Corey Taylor) – 3:34 (Apocalyptica, Johnny Andrews, Geno Lenardo)
2. Worlds Collide – 4:29 (musica: Eicca Toppinen)

CD singolo – digipak
1. I'm Not Jesus (feat. Corey Taylor) – 3:34 (Apocalyptica, Johnny Andrews, Geno Lenardo)
2. Worlds Collide – 4:29 (musica: Eicca Toppinen)
3. SOS (Instrumental) – 4:19 (musica: Eicca Toppinen)
4. Burn – 4:16 (musica: Eicca Toppinen)
5. I'm Not Jesus (Video)

7"
- Lato A

1. I'm Not Jesus (feat. Corey Taylor) – 3:34 (Apocalyptica, Johnny Andrews, Geno Lenardo)

- Lato B

1. SOS – 4:19 (musica: Eicca Toppinen)